# Преводилачка служба Аутономне Покрајине Војводине
| Преводилачка служба Аутономне Покрајине Војводине | Преводилачка служба Аутономне Покрајине Војводине                                                                           |
| ------------------------------------------------- | --- |
| Зграда Скупштине АП Војводине                     | |
| Основана је                                       | 1968 г. |
| Језичке групе                                     | на мађарском, словачком, румунском и русинском језику, касније на хрватском и енглеском језику                              |
| Преводи се на                                     | српски, мађарски, словачки, румунски, русински, хрватски и енглески језик                                                   |
| Врсте превођења                                   | 1. Превођења у писменом облику 2. Симултан превођење на састанцима 3. Консекутивно превођење                                |
| Корисници услуга                                  | Скупштина АПВ, сви покрајински секретаријати, јавна предузећа, службе, фондови и организације које оснива Покрајинска влада |

Преводилачка служба Аутономне покрајине Војводине јесте државна служба активна на територији АПВ.

## Историја
Статутом АП Војводине је 1948. године националним мањинама у АП Војводини, између осталих права, гарантована је слобода употребе њиховог језика, а Пословником Народне скупштине АП Војводине исте године сваком посланику дато је право да говори на свом матерњем језику.
Статутом из 1953. године ближе су утврђена права националних мањина, док деценију касније – новим статутом из 1963. године, националним мањинама је омогућено да објављују важније покрајинске одлуке и општа акта, као и законе и друге прописи којима се уређују права и дужности грађана, у преводу са српског на језике националних мањина.
Преводилачка служба на покрајинском нивоу основана је 1968. године. Уставним законом из 1969. године обезбеђена је равноправна употреба мађарског, словачког, румунског и русинског језика, а исте године формирана је Комисија за утврђивање истоветности текстова покрајинских закона и других аката на српском, мађарском, словачком, румунском и русинском језику Скупштине АП Војводине.
Година 1975. донела је реорганизацију – формирана је Преводичака служба као заједничка стручна служба Скупштине АП Војводине и Извршног већа. У то време, па до краја осемдесетих година, свака језичка група имала је по четири до шест преводилаца, два лектора и два дактилографа.
Хрватски језик је стекао статус језика у службеној употреби касније у односу на поменуте језике. Данас у оквиру Преводилачке службе постоје и преводиоци за енглески језик.
Осим преводилаца за мањинске језике и за енглески језик, лектора за мањинске језике и дактилографа, у преводилачком пословном процесу учествовали су и лектори за српски језик који су бринули о писмености, граматици и стилу преведених докумената и о њиховој усоглашености са књижевном нормом српског језика.

## Организација служби
Некадашња Преводилачка служба данас је организована у два одељења у саставу Покрајинског секретаријата за образовање, прописе, управу и националне мањине – националне заједнице. Састоји се од пет језичких група и једног одељења. Група за мађарски језик, Група за словачки језик, Група за румунски језик и Група за русински језик налазе се у Одељењу за остваривање права националних мањина – националних заједница и преводилачке послове. Група за лекторисање и хрватски језик и Одсек за стране језике део су Одељења за лекторисање и послове превођења. У Одсеку за стране језике раде преводиоци за енглески језик.
Два одељења за преводилачке послове су практично сервис за услуге које користе сви покрајински органи – Скупштина АПВ и сви покрајински секретаријати, затим јавна предузећа, службе, фондови и организације које оснива Покрајинска влада, а за помоћ се јављају и индиректни корисници буџетских средстава којима је оснивач Покрајина.
Преводилачки послови данас обухватају услуге превођења у писменом облику са српског језика на мађарски, словачки, румунски, русински и хрватски језик који су у службеној употреби у АП Војводини, као и на енглески језик. Такође, преводи се са поменутих језика на српски језик. Под пословима лекторисања подразумева се брига о стилској, правописној и граматичкој исправности прописа и општих аката и њиховој усоглашености са књижевном нормом српског језика.
Осим превођења у писменом облику за све поменуте кориснике услуга, запослени у два одељења симултано преводе седнице Скупштине АПВ на језике у службеној употреби у покрајинским органима. Такође, симултано односно консекутивно се преводи на разним стручним семинарима, симпозијумима, састанцима званичника и на сложеним међународним вишедневним конференцијама.
Један од кључних преводилачких послова у групама за мањинске језике је превођење "Службеног листа АПВ" са српског језика на језике у службеној употреби у органима покрајинске управе. Тако се "Службени лист АПВ" преводи и објављује на мађарском, словачком, русинском, румунском и хрватском језику.